# E-Lobbying
Der Begriff E-Lobbying (Schreibweise manchmal auch eLobbying) umfasst sowohl die politische Interessenvertretung direkt über elektronische Medien – primär via Internet – als auch die maßgebliche Unterstützung klassischer Lobbyarbeit (→ Lobbyismus) mit Informationstechnologie. Als Synonym wird häufig auch der Begriff Cyber-Lobbying verwendet. 
Generell bezeichnet Lobbying die Beeinflussung von Regierungsstellen bei der Gesetzgebungs- oder Ausgabenpolitik gemäß den eigenen Themen oder Zielen. 
Lobbyisten können sich in Institutionen wie vor allem Verbänden, Kammern oder Großkonzernen oder in temporären, flexiblen Netzwerken organisieren. Letzteres hat durch den verstärkten Einsatz des Internets für die Lobbyarbeit wesentlich an Bedeutung gewonnen. 

## E-Lobbying im Internet
Als Maßnahmen elektronischer Interessensvertretung zur Gewinnung von Unterstützern und Unterstützungen (Fundraising) über das Internet dienen vornehmlich eigene Internet-Präsenzen und E-Mail-Kampagnen.
Ebenfalls verbreitet sind Podcasts bzw. die Platzierung kurzer (Video-)Botschaften auf populären Community-Plattformen, über die sie sich durch Weiterempfehlung der Zuschauer oder Benutzer viral (→ virales Marketing) verbreiten sollen.
Der für erfolgreiche Kampagnen über Internet charakteristische Effekt der schnellen, grenzenlosen Verbreitung ermöglicht auch kleineren, nicht im Fokus klassischer Medien stehenden Gruppierungen innerhalb kurzer Zeit Aufmerksamkeit für ihre Themen und Positionen zu erzeugen (→ Agenda Setting, → „Zensursula“-Kampagne der Piratenpartei Deutschland).
Öffentlichkeitsarbeit ist allgemein eines der wichtigsten Betätigungsfelder von Lobbyisten.
Die Verbreitung politischer Positionen auf öffentlich zugänglichen Plattformen ist zudem eine Option zur Partizipation an politischen Meinungsprozessen (→ E-Democracy).

## IT-gestütztes Lobbying
Systematisch über die Zielgruppen erfasste und verarbeitete Informationen ermöglichen eine gezieltere und damit effektive Planung und Durchführung auch herkömmlicher Lobbying-Maßnahmen wie persönliche Gespräche, (politische) Veranstaltungen oder die Erstellung und Platzierung in Schriftform gefasster, politischer Positionen (Positionspapiere).
Ein wichtiges Werkzeug hierfür sind elektronischen Adress-, Kontakt- und Kampagnenmanagement-Systeme (vgl. Customer-Relationship-Management (CRM) in der politischen Arbeit auch Citizen Relationship Management).